# Potamotrygoninae
Potamotrygoninae – podrodzina ryb chrzęstnoszkieletowych z rodziny płaszczek słodkowodnych (Potamotrygonidae).

## Rozmieszczenie geograficzne
Do podrodziny należą gatunki występujące w słodkich wodach Ameryki Południowej.

## Podział systematyczny
Do podrodziny należą następujące rodzaje:
- Heliotrygon Carvalho & Lovejoy, 2011
- Paratrygon Duméril, 1865
- Plesiotrygon Rosa, Castello & Thorson, 1987
- Potamotrygon Garman, 1877